# Synagogue d'Houssiatyn

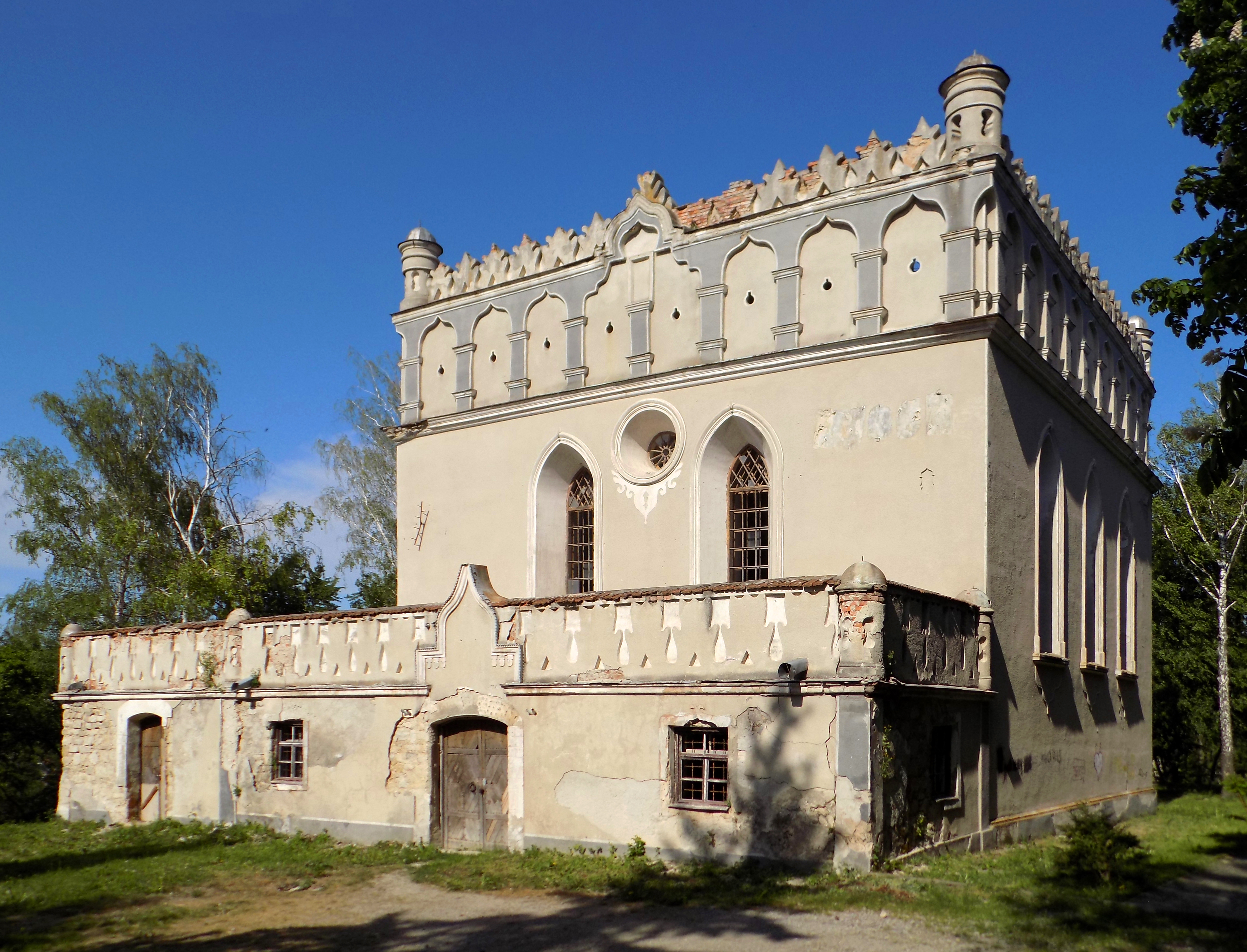
La synagogue d'Houssiatyn

La synagogue d'Houssiatyn, construite au XVIe siècle en style gothico-mauresque a été de nombreuses fois transformée au cours des siècles. Gravement endommagée pendant la Seconde Guerre mondiale, elle est sommairement restaurée après-guerre pour en faire un musée. Le bâtiment présente à présent de graves malfaçons et est maintenant à l'abandon.
C'est un des rares exemples de synagogue forteresse du XVIe siècle. L'adresse actuelle du bâtiment est : 15 rue Pouchkine.
Houssiatyn fait tout d'abord partie de la république des Deux Nations tout en jouissant d'une certaine autonomie, avant de passer sous le contrôle autrichien en 1772, à l'exception d'une petite partie à l'est de la rivière Zbroutch qui passe sous contrôle russe. Appartenant à la province de Galicie, elle reste sous domination autrichienne jusqu'en 1918, date à laquelle elle est annexée par la deuxième république de Pologne. En 1939, à la suite du pacte germano-soviétique, elle est annexée par la république socialiste soviétique d'Ukraine. Cette annexion sera entérinée par les accords de Yalta et la conférence de Potsdam en 1945.
Houssiatyn est actuellement une ville de l'oblast de Ternopil, en Ukraine occidentale, d'environ 7 700 habitants.

## Histoire de la communauté juive
Les Juifs se sont installés à Houssiatyn peu de temps après la constitution de la ville en 1559. Dès le XVIe siècle, il est fait mention de l'existence d'une synagogue. La communauté est faible et souffre du climat antisémite ambiant. En 1623, trois fermiers juifs sont accusés du meurtre d'enfants chrétiens, torturés et condamnés au bûcher. En 1648, les Cosaques conquièrent la ville, mais on ignore le sort qui fut réservé aux habitants juifs.
La communauté juive va prospérer pendant la courte période d'occupation turque de la Galicie (de 1680 à 1699). À la fin du XVIIe siècle, la communauté juive construit une nouvelle synagogue. La construction de la synagogue est contestée devant la cour par l'évêque Charkovski de Kamianets-Podilskyï qui prétend que la synagogue n'aurait jamais dû être construite sans son approbation. En 1729, la famille Pototzki, la noblesse locale, intervient auprès de la cour afin qu'elle rejette la plainte afin de protéger les Juifs qui vivent sur ses terres.
La communauté juive croît modestement pendant la première moitié du XVIIIe siècle, sous la domination polonaise, passant à 1 208 membres en 1765.
En 1772, Houssiatyn est partagée en deux, quand la Pologne est divisée entre l'Autriche et la Russie. La plupart des Juifs d'Houssiatyn vivaient alors dans la partie la plus développée à l'ouest de la rivière Zbroutch annexée par les autrichiens et seuls quelques Juifs vivaient sur la rive est annexée par la Russie. En tant que ville frontalière, Houssiatyn devient un centre important pour le négoce entre l'Autriche et la Russie, et les marchands viennent des régions avoisinantes pour les foires de la ville. À cette époque, la plupart des Juifs sont des artisans ou des marchands en gros. Ils se spécialisent dans le commerce et le transport de grains et de bois vers la Russie.
Dans les années 1880, des hassidim commencent à s'installer à Houssiatyn, y compris des disciples du rabbin Nahman de Bratslav. La population hassidique va croître fortement après l'établissement d'une cour hassidique à Houssiatyn en 1861 par le rabbin Mordechai Shraga-Bar, l'un des fils du rabbin Israel de Roujyn. Des centaines de Hassidim s'installent dans la ville afin d'être le plus près possible de leur rabbin, conduisant au développement d'une industrie locale d'accueil et d'hébergement. Le rabbin Mordechai devient l'ami du propriétaire terrien local, le marquis Golokhovski, et la région entière prospère. Une élégante maison d'étude est construite pour le rabbin à l'emplacement d'un ancien château partiellement en ruine. De nouvelles synagogues sont construites, ainsi que des Mikvés, des hôpitaux et des maisons pour les personnes âgées.
De nombreuses industries s'installent en ville, dont une usine, possédée par un Juif, qui fabrique des plumes pour les stylos à encre. En 1870, la ville est ravagée par une épidémie de choléra, mais son développement se poursuit avec l'ouverture en 1882 de la ligne de chemin de fer conduisant à Stanislavov, et l'afflux de réfugiés en provenance de la Russie.
En 1890, Houssiatyn compte 4 197 Juifs sur une population totale de 6 060 habitants, soit près de 70 % de la population. Le hassidisme prospère, des groupes sionistes se forment, comme le Bnei Zion et le groupe Theodor Herzl. Un club Toynbee-Hall est créé proposant des conférences populaires le samedi soir. Une organisation appelée Dorshei Sefat Yeshanim publie des manuscrits rares.
La ville se modernise, avec l'installation de l'électricité, des égouts, de banques, mais dès 1903-1906, le nombre de réfugiés augmente avec la crainte d'une guerre entre l'Autriche et la Russie. Il devient de plus en plus difficile de passer la frontière et de nombreux habitants d'Houssiatyn commencent à émigrer. En 1914, le rabbin des hassidim de l'époque, rabbi Israel, quitte la ville, ferme la cour hassidique et s'installe à Vienne, mettant fin à l'âge d'or de la ville.
Le 9 août 1914, l'armée russe traverse la rivière Zbroutch et attaque l'Autriche par Houssiatyn. Lors des combats, plus de 600 bâtiments sont incendiés. Les Juifs se réfugient dans les villages et villes voisines pour s'éloigner des combats. En raison des mauvaises conditions sanitaires, beaucoup meurent du typhus. Le 13 juin 1915, les Juifs reçoivent l'ordre de quitter Houssiatyn, et quand les troupes russes battent en retraite en 1916, les Juifs restant sont envoyés en exil à Kiev, district de Russie. Ceux qui reviennent après la guerre, en 1918-1919, sont persécutés par des bandes de paysans, et quand les bolcheviks arrivent au pouvoir, toutes les entreprises détenues par les Juifs sont confisquées. En 1921, la population juive d'Houssiatyn est tombée à 368, moins de 10 % du pic de population de 1890.
Après la Première Guerre mondiale, la ville est toujours divisée en deux, mais cette fois entre la Russie et la Pologne. La communauté juive ne se redressera jamais. Le centre hassidique est fermé, mais une certaine vie juive se maintient: le rabbin Jacob Ringel est engagé, l'école religieuse continue à fonctionner, le Mikvé (bain rituel) est réparé et de nombreuses associations caritatives continuent d'exister. Plusieurs associations sionistes sont actives à Houssiatyn, dont l'Histadrout (sioniste socialiste); le Mizrahi (sioniste religieux), les sionistes révisionnistes. La frontière entre la Pologne et la Russie est hermétique, et les Juifs se trouvant des deux côtés de la rivière Zbroutch n'ont que très rarement le moyen de communiquer.
Le 6 juillet 1941, les Allemands conquièrent Houssiatyn et immédiatement la population locale ukrainienne attaque les Juifs. Environ 200 Juifs sont tout de suite assassinés, au cimetière juif, sur la place du marché, près de la synagogue ou dans des caves à vin. Les autres voient leurs biens confisqués et les adultes contraints à des travaux forcés. Beaucoup meurent de faim et de maladie. Finalement, en mars 1942, les Juifs survivants sont raflés par les nazis et déportés par train vers Kofichintza et Provozna où ils sont massacrés.

## La synagogue d'Houssiatyn

### Construction initiale
La synagogue est mentionnée pour la première fois en 1431.
À la fin du XVIe siècle et au début du XVIIe, la ville, détenue par les membres de la famille Kalinovski, cherche activement à se protéger. Le système de défense comprend non seulement le château et les fortifications, mais inclut aussi les unités autonomes de défense que sont l'église Saint-Onuphre et la synagogue. Celle-ci est construite au centre de la ville, sur une colline, près de la rivière Zbroutch.
Compte tenu de l'objectif de la synagogue, elle possède un caractère défensif marqué. C'est un bâtiment de surface au sol rectangulaire, de 17,2 mètres de long par 15,6 mètres de large, avec des murs dont l'épaisseur varie de 1,76 mètre à 2,16 mètres. L'intérieur du bâtiment se compose de quatre niveaux, dont une aire extérieure d'observation et de défense sur le toit du bâtiment. En plus, au niveau inférieur, sur la façade nord du bâtiment, donnant vers la rivière Zbroutch, quatre meurtrières ont été percées dans les épaisses parois pour l'artillerie. Les murs du niveau supérieur (attique) sont aussi percés afin de pouvoir assurer une meilleure défense. Un escalier de pierres, situé dans le coin nord-ouest du bâtiment permet d'accéder aux différents étages.

### Première modification
Après un incendie en 1742 qui ravage la synagogue, le bâtiment est reconstruit au milieu du XVIIIe siècle. La synagogue perd son aspect défensif. Les partitions entre les niveaux disparaissent, formant une vaste salle de prière de 13,5 mètres de hauteur. Pour conserver les rouleaux de Torah, une niche avec des décorations en stuc est aménagée dans le mur est.
La salle possède un plafond à voûte en berceau plein-cintre, avec découpe ogivale en lancette sur les deux côtés latéraux, reposant sur des consoles de pierre blanche sculptée. Aux deuxième et troisième niveaux, les meurtrières ont été remplacées par des fenêtres d'environ 8 mètres de hauteur de style gothique. L'une des fenêtres de la face nord est coupée en deux par l'escalier qui reliait les niveaux.
Le niveau supérieur, non couvert, est ceinturé d'un parapet en pierres blanches, sculpté en forme de feuilles d'acanthe, avec des tourelles aux quatre angles. Une ceinture de feuilles d'acanthe masque les canalisations d'évacuation des eaux pluviales, La partie inférieure du bâtiment est séparé de l'avant-toit par une corniche en pierre blanche décorée. La partie inférieure de la synagogue ne possède pas de décoration.

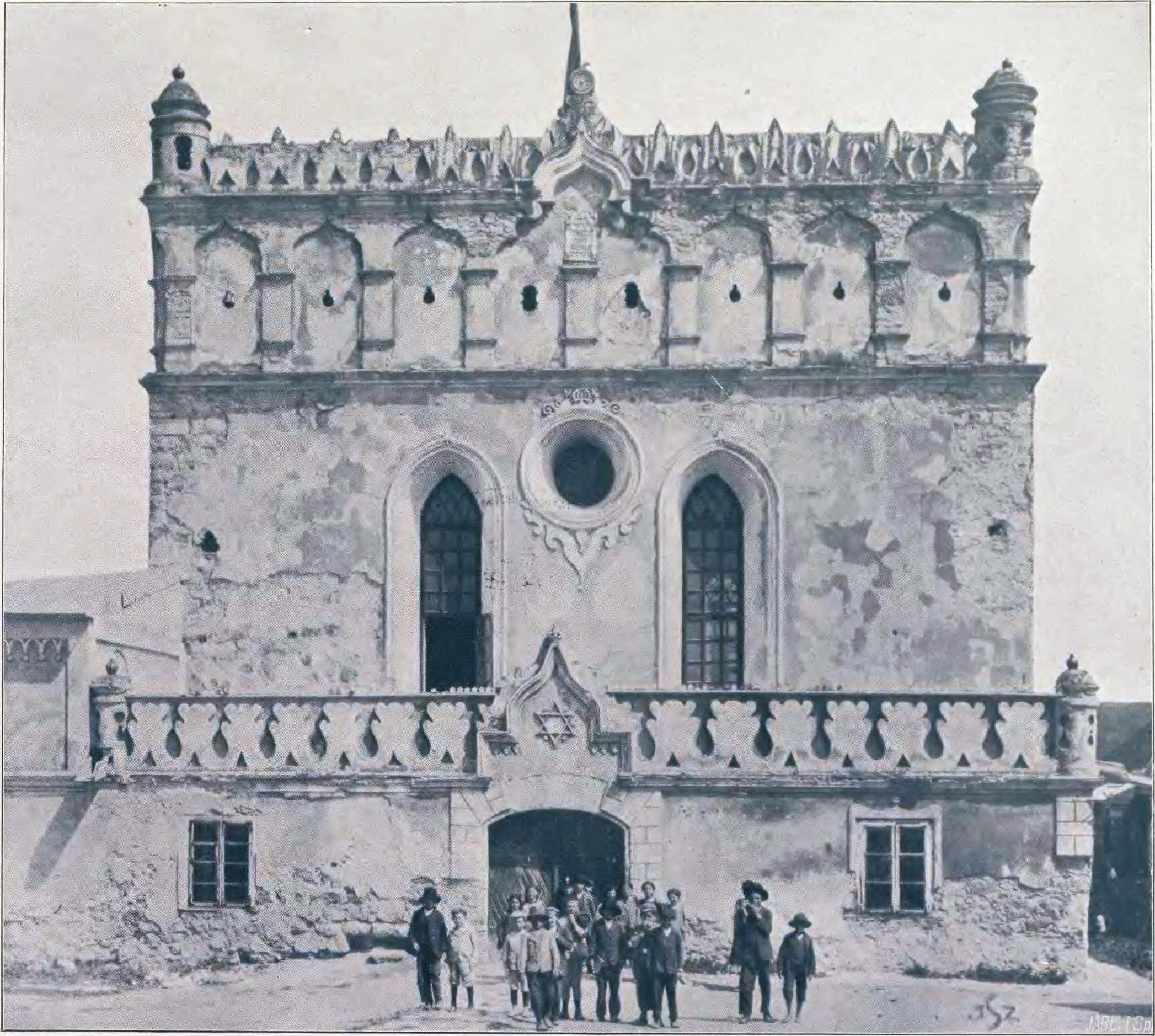
La synagogue au début du XXe siècle

### Modifications ultérieures
Les modifications ultérieures portent sur la construction de locaux auxiliaires: la salle pour les femmes et le Heder (école élémentaire). Contre le mur côté ouest, est ajouté un bâtiment d'un seul niveau, couronné par trois pignons de style baroque, et comprenant une salle de plain-pied.. Contre le mur nord, l'annexe comporte trois niveaux, dont le dernier servant de grenier, obstrue les fenêtres gothiques côté nord de la synagogue.
Au début du XXe siècle, le toit de l'extension sur le côté ouest est remplacé par une terrasse ouverte avec un parapet et le bâtiment de trois niveaux au nord est abaissé à deux niveaux.
L'écrivain yiddish Shalom Anski décrit la synagogue comme étant la plus adorable et la plus splendide synagogue en Galicie.

### La Seconde Guerre mondiale et la restauration

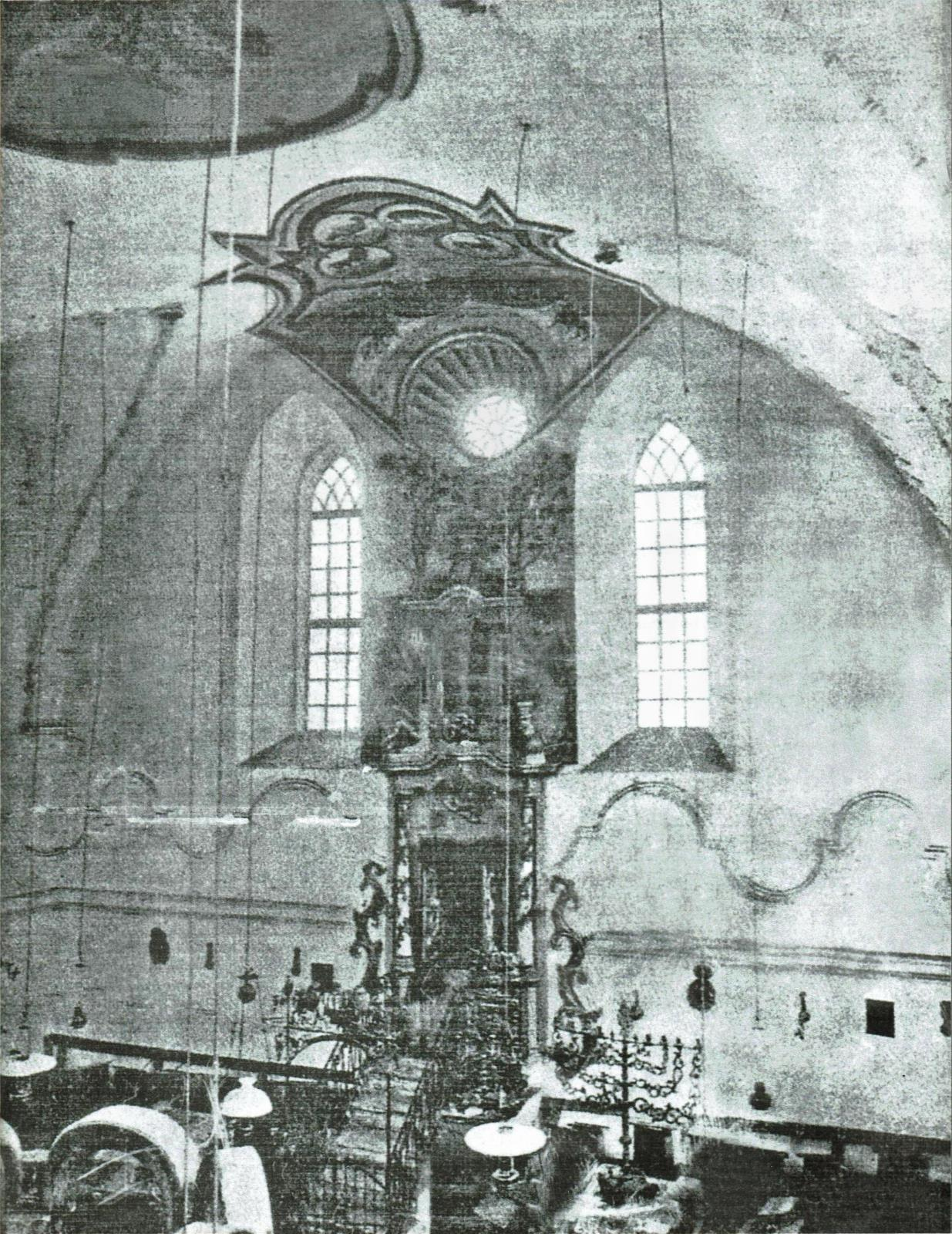
L'intérieur avant la seconde guerre mondiale.

Pendant la Seconde Guerre mondiale, la synagogue est gravement endommagée. Les annexes à l'ouest et au nord sont démolies presque jusqu'à terre. Le mur ouest du bâtiment principal de la synagogue s'est écroulé, certaines voûtes se sont affaissées et l'intérieur a été saccagé.
Dans les années 1950, d'importants travaux de conservation et de restauration sont entrepris sous la direction de l'architecte M. Govdenko afin de réparer les destructions de la guerre. Au cours des travaux, la façade occidentale de la synagogue est rebâtie, le toit est refait et l'intérieur réaménagé. Les extensions à l'ouest et au nord sont reconstituées sous leur forme architecturale du début du XXe siècle.
En 1972, le bâtiment accueille le musée régional d'Houssiatyn.
En 1963, le conseil des ministres de la république socialiste soviétique d'Ukraine classe la synagogue comme monument historique, enregistré sous le numéro 689.

### L'état actuel

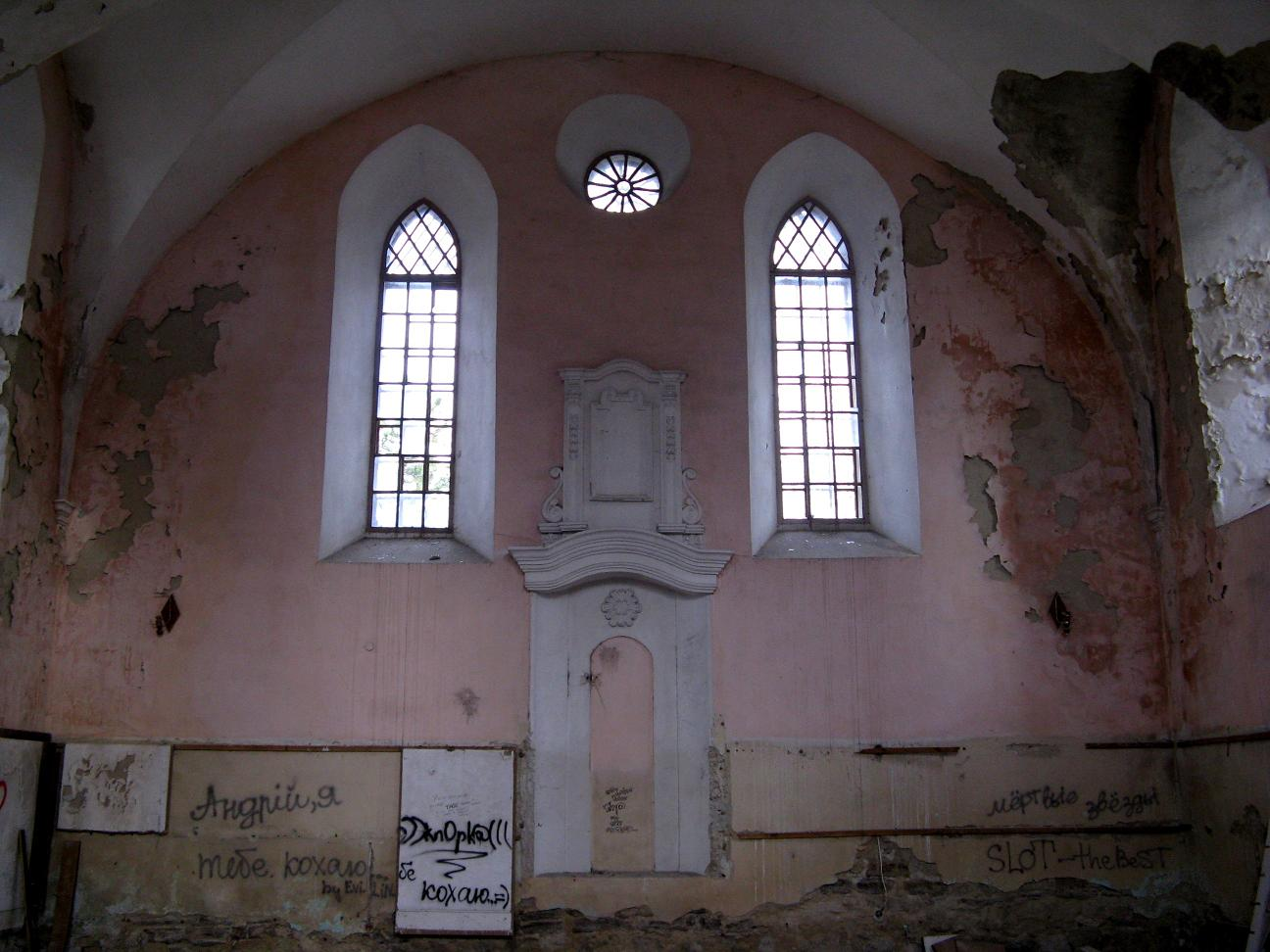
État actuel de l'intérieur de la synagogue

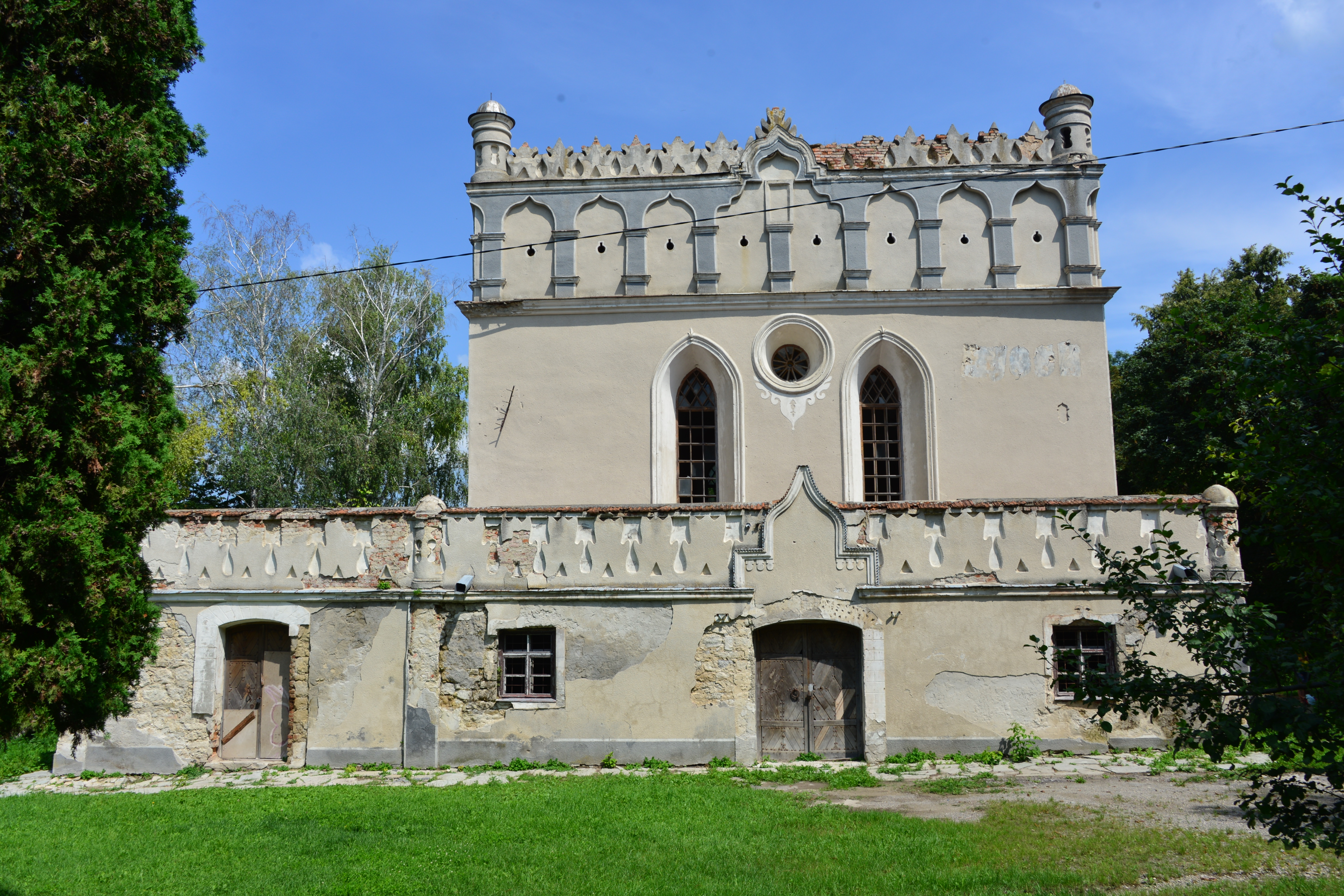
État actuel de l'extérieur de la synagogue

Mais de graves erreurs de restaurations et des erreurs dans le système d'écoulement des eaux pluviales, conduisent à l'effondrement d'une partie de la toiture et à la fermeture du musée. Celui-ci n'ayant pas retrouvé immédiatement où se loger, de nombreuses pièces de collection exposées ont disparu.
Après le départ du musée, le bâtiment est fermé et fait l'objet de nombreuses déprédations. Parmi les éléments architecturaux conservés, on peut noter cinq arches sculptées, un édicule en stuc moulé sur le mur est de la synagogue et la frise de feuilles d'acanthe qui servait à cacher les conduits d'évacuation des eaux pluviales, typique dans les synagogues médiévales d'Ukraine de type forteresse, et qui ne subsiste plus que dans cette synagogue.
Malgré les travaux accomplis, le bâtiment est dans un état total d'abandon.